# つがる柏インターチェンジ
つがる柏インターチェンジ（つがるかしわインターチェンジ）は、青森県つがる市にある津軽自動車道（国道101号五所川原西バイパス・柏浮田道路）のインターチェンジである。

## 歴史
- 2014年（平成26年）11月3日 : 五所川原北IC - つがる柏IC間 開通に伴い供用開始[1][2]。

## 道路

### 本線
- E64 津軽自動車道（五所川原西バイパス・柏浮田道路）

### 接続する道路
- 直接接続
  - 国道101号線（交差）
  - つがる市道下古川6号線（直進）[3]
- 間接接続
  - 青森県道154号妙堂崎五所川原線（つがる市道下古川6号線からの間接接続）

## 料金所
無料区間のため、設置されていない。

## 周辺
- イオンモールつがる柏
- 柏温泉
- セブンイレブンつがる柏インター店
- 旧柏村中心部
  - つがる市役所 柏分庁舎
  - つがる市立柏中学校
  - つがる市立柏小学校

## 隣
E64 津軽自動車道（五所川原西バイパス・柏浮田道路）
五所川原北IC - つがる柏IC - 木造IC（仮称・事業中）